# Soezdal
Soezdal (Russisch: Суздаль) is een stad in Rusland, gelegen in de oblast Vladimir, ongeveer 25 kilometer ten noorden van de stad Vladimir. Soezdal is gelegen aan de rivier Kamenka en had 11.357 inwoners bij de volkstelling van 2002.

## Geschiedenis
De geschiedenis van Soezdal gaat in ieder geval terug tot het jaar 999 (genoemd in de Novgorodcodex) of 1024 (genoemd in de Nestorkroniek). Van oorsprong woonden er Finse stammen, maar na de Roes' kolonisatie raakte Soezdal geslaviseerd. Het was de hoofdstad van verschillende Roes' vorstendommen, waarvan de belangrijkste Vladimir-Soezdal was (circa 1150-1400). De zogenaamde Soezdalse Kroniek werd grotendeels hier geschreven in het laatste kwart van de 12e eeuw. Van 1341 tot 1418 was het de hoofdstad van Nizjni Novgorod-Soezdal. Met het afnemen van de politieke betekenis van de stad, nam de kerkelijke betekenis van de stad toe. Er zijn verschillende kloosters, en op een gegeven moment waren er 40 kerken op 400 families.
Tsaar Peter de Grote dwong zijn eerste vrouw, Evdokia Lopoechina, om non te worden in het Pokrov-klooster in Soezdal. In een ander klooster staat het graf van vorst Dmitri Pozjarski, samen met de boer Minin de held van de opstand tegen de Poolse overheersing van Rusland in 1612. In 1778 kreeg Soezdal de status van stad.
Het stadje maakt deel uit van de Gouden Ring van Rusland. In de kern van het stadje is een Openluchtmuseum waarin verschillende houten gebouwen bewaard worden. Om het karakter van het stadje te bewaren, is er een bouwverbod voor gebouwen hoger dan één verdieping. Het stadje staat sinds 1992 op de Werelderfgoedlijst van de Unesco.

## Belangrijkste bezienswaardigheden
- Soezdalkremlin (Russisch: Суздальский кремль)
- De houten kerk van de Heilige Nikolaas: de kerk werd oorspronkelijk gebouwd in Glotovo Rusland in 1766, maar werd in 1960 verplaatst naar het Museum van houten architectuur te Suzdal. De kerk geeft een goed voorbeeld van de innige relatie tussen stenen en houten architectuur eenderzijds en van de nauwkeurige bouwkunde van de Russen in 1766 anderzijds.
- De Johannes De Doperkerk: deze kerk werd gebouwd in 1720 en wordt gekenmerkt door haar witgeplaasterde muren met houten versteviging.
- Het Heilige Alexanderklooster (Russisch: Александровский монастырь): deze kerk werd opgericht in 1240 door een onbekende architect. Naar verluidt zouden twee prinsessen van Suzdal, Mariya en Agrippina, hier begraven zijn in de 14de eeuw.
- Het Pokrofklooster (Russisch: Покровский монастырь): dit klooster werd gebouwd in 1264. In het centrum van dit klooster is de kathedraal van de Gelofte gelegen, die in 1518 werd gebouwd. Het is een van de rijkste kloosters van Rusland.
- Heilige Euthymiusklooster (Russisch: Спасо-Евфимиев монастырь)
- Heilige Vasilyevskyklooster (Russisch: Васильевский монастырь)
- Klooster van het Neerleggen van de Jurk van de maagd Maria (Russisch: Ризоположенский монастырь)

Sinds 1992 staan het Kremlin van Soezdal, de Kathedraal van de Geboorte van de Moeder Gods, en het Sint-Euthymiusklooster, samen met vijf andere monumenten, op de Werelderfgoedlijst van UNESCO, als onderdeel van de inschrijving Witte monumenten van Vladimir en Soezdal.

## Soezdal in de kunst
Solomon Abramovitsj Shuster maakte in 1964 een korte film over de stad, Boris Tisjtsjenko schreef daar muziek bij.

## Partnersteden

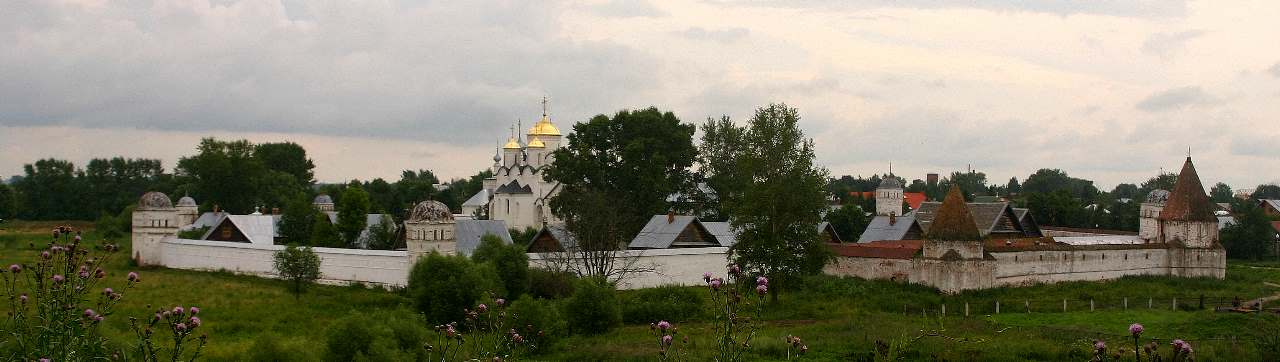
Een van de vele kloosters in Soezdal

- Rothenburg ob der Tauber (Duitsland)

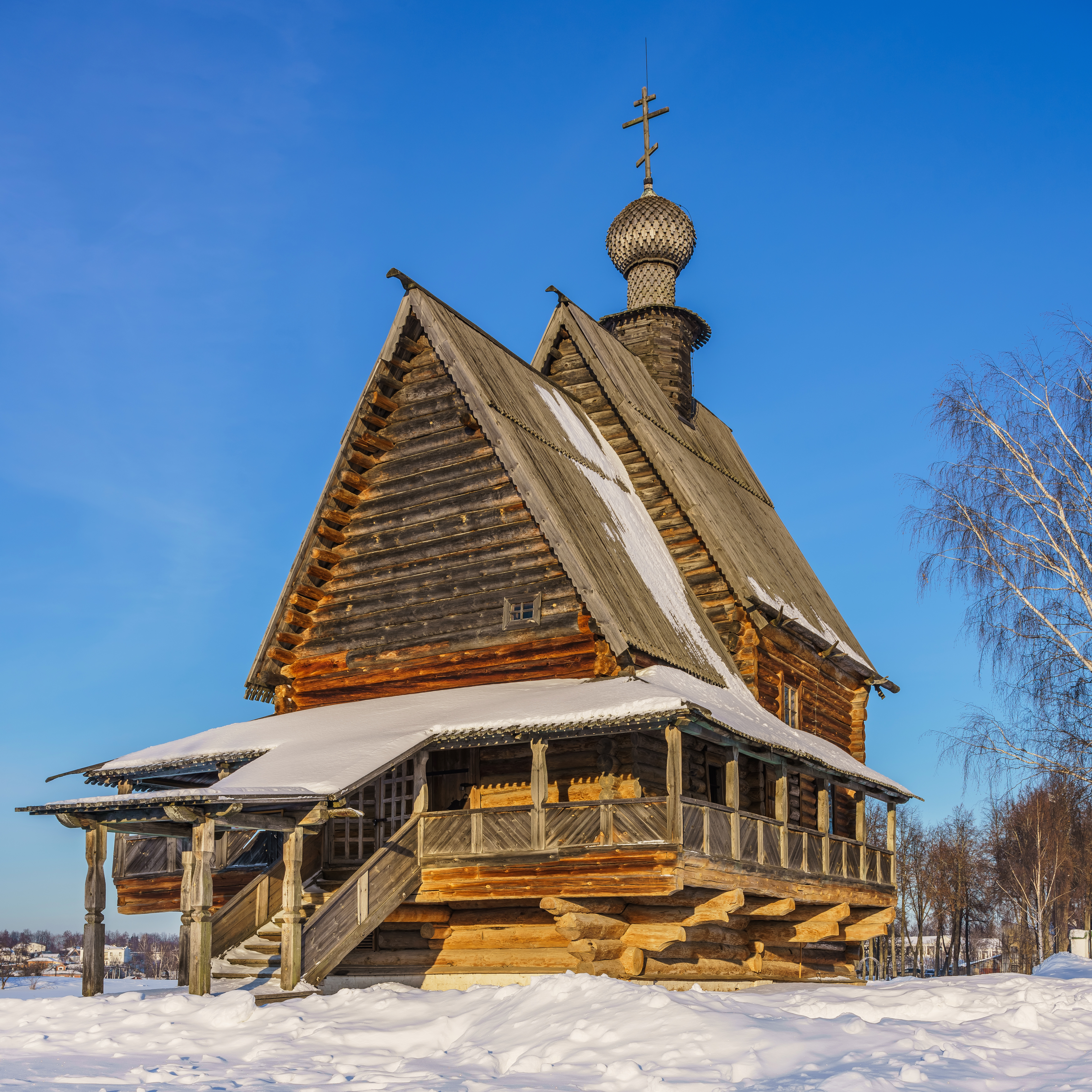
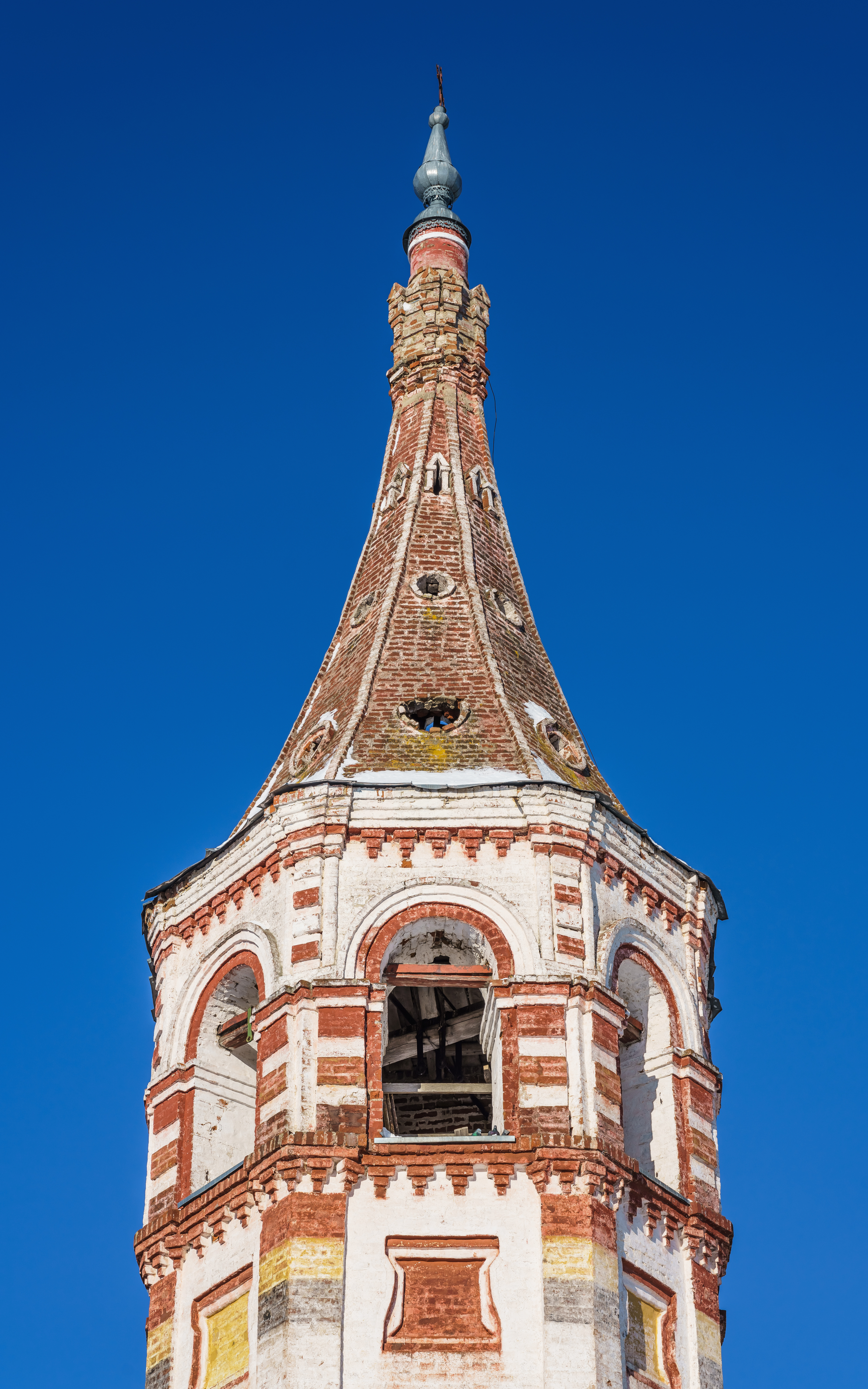
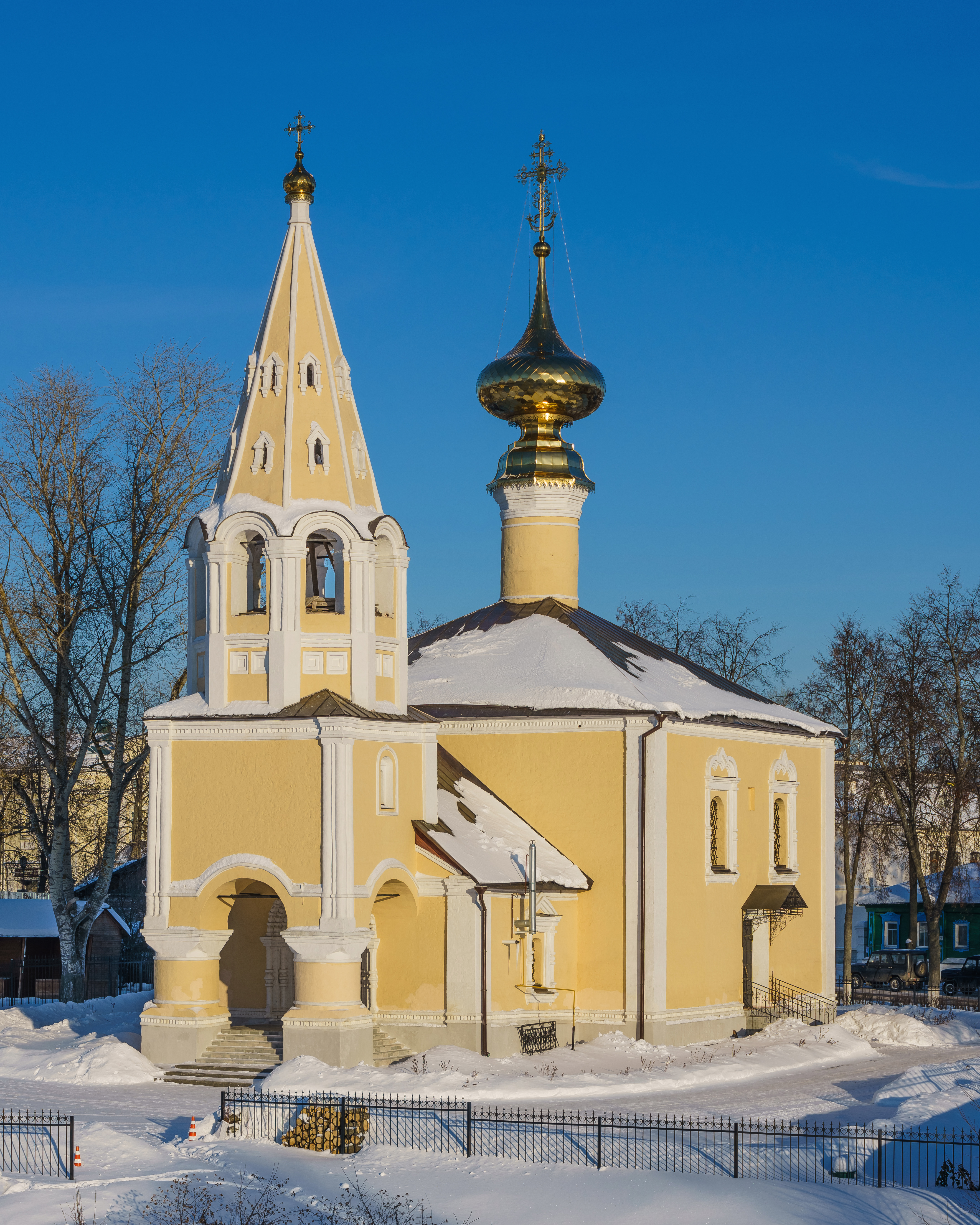
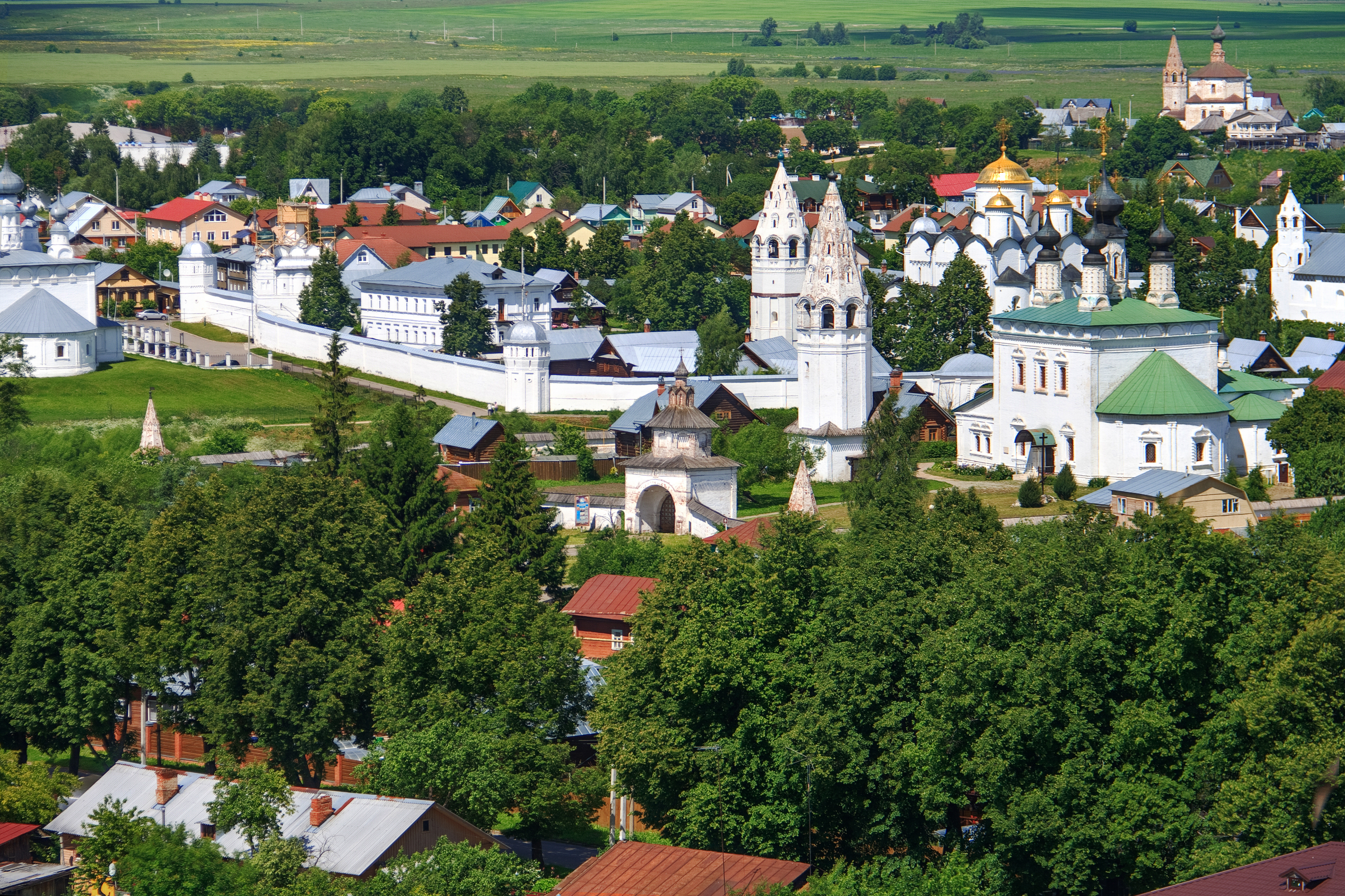
Soezdal

Bestuurlijk centrum: Vladimir

Aleksandrov · Goes-Chroestalny · Gorochovets · Joerjev-Polski · Kamesjkovo · Karabanovo · Kirzjatsj · Koerlovo · Koltsjoegino · Kosterjovo · Kovrov · Lakinsk · Melenki · Moerom · Petoesjki · Pokrov · Radoezjny · Sobinka · Soedogda · Soezdal · Stroenino · Vjazniki
Aleksandrov · Bogoljoebovo · Gorochovets · Goes-Chroestalny · Ivanovo · Jaroslavl · Joerjev-Polski · Kaljazin · Kideksja · Kostroma · Moerom · Moskou · Oeglitsj · Palech · Pereslavl-Zalesski · Pljos · Rostov · Rybinsk · Sergiev Posad · Soezdal · Toetajev · Vladimir
- Bibliothèque nationale de France: cb119697842 (data)
- Gemeinsame Normdatei: 4078090-9
- Library of Congress Control Number: n82076111
- MusicBrainz: 8fdd5893-9c47-45f7-b193-c703e397de47
- Nationale Bibliotheek van Tsjechië: ge131004
- Nationale Bibliotheek van Israël: 987007534106505171
- Système universitaire de documentation: 027714438
- Virtual International Authority File: 141915943
- WorldCat: E39PBJtGYMgFQ94hbjxwMTmmVC